# コンサートはチューリップ
『コンサートはチューリップ』は、チューリップのライブ・アルバム。1985年12月21日発売。
サブタイトルは、『DON'T MISS THE BIGGEST FUN YOU CAN HAVE WITH THE TULIP』。

## 解説
メンバーチェンジにより、第3期に突入した直後の「I Like Party」ツアーの様子を、一部を除いて収録したアルバムである。
同年10月29・30日の渋谷公会堂での演奏が2曲を除いて収録されている。このため、安部俊幸、姫野達也が参加していない唯一のライブ・アルバムである。
宇宙路線とは全く違うポップ・ロック路線を打ち出したツアーで、財津和夫がハンドマイクを片手にボーカルをとるなど、変化に富んだ様子を垣間見ることができる。第2期の曲及び、発売直後のアルバム『I Like Party』からの曲が中心だが、第1期の曲もアレンジを替えて披露している。
ツアータイトルについては、年始に第2期のメンバー5人で最後に出演したラジオ番組内で、財津が「チューリップはコンサート、コンサートはチューリップ」と発しており、その時点で既にツアーに向けた動き自体はあったと思われる。
また、当初発売されたジャケット等に目立つ誤植があり（サブタイトルの『YOU CAN HAVE』が『YOU CAN HOW』に、サポートメンバーの鈴川真樹のアルファベット表記、「MASAKI SUZUKAWA」が「MASAAKI SUZUKAWA」となっている）、正誤表の添付、修正用のテープの封入や印刷のし直し等の対応がなされた。
なお、上記の問題があるためか、2021年現在まで1曲を除きCD化はされていない。

## 収録曲
SIDE 1
1. I Like Party
  - 作詞／作曲：財津和夫　ボーカル：財津和夫
  - 同年発売のアルバムと同じタイトルだが、アルバムには未収録で、このライブ盤しか発表されていない楽曲。
  - 長らくCD化されていなかったが、2007年に初めてファンのリクエストによるコンピレーションアルバム『Request 〜TULIP FAN SELECTION BEST〜』においてCD化された。
  - 冒頭約2分間は開演前のオープニングSEが収録されている。
2. アイ・アイ・アイ
  - 作詞／作曲：財津和夫　ボーカル：財津和夫
3. 恋は素顔で
  - 作詞／作曲：財津和夫　ボーカル：財津和夫
4. Volume・10
  - 作詞／作曲：宮城伸一郎　ボーカル：宮城伸一郎

SIDE 2
1. エジプトの風
  - 作詞／作曲：宮城伸一郎　ボーカル：宮城伸一郎
2. 虹とスニーカーの頃
  - 作詞／作曲：財津和夫　ボーカル：財津和夫
3. ぼくの愛した犬 どんパ
  - 作詞／作曲：財津和夫　ボーカル：財津和夫
4. 青春の影
  - 作詞／作曲：財津和夫　ボーカル：財津和夫

SIDE 3
1. いま確かなこと
  - 作詞／作曲：宮城伸一郎　ボーカル：宮城伸一郎
2. ハーバー・ヴュー・ホテル
  - 作詞／作曲：財津和夫　ボーカル：財津和夫
3. 涙のパーティー
  - 作詞／作曲：財津和夫　ボーカル：財津和夫
4. 想い出をかくしても
  - 作詞／作曲：財津和夫　ボーカル：財津和夫
5. まるで愛のように
  - 作詞／作曲：財津和夫　ボーカル：財津和夫

SIDE 4
1. 愛の迷路
  - 作詞／作曲：財津和夫　ボーカル：財津和夫
2. Shooting Star
  - 作詞／作曲：財津和夫　ボーカル：財津和夫
3. 魔法の黄色い靴
  - 作詞／作曲：財津和夫　ボーカル：財津和夫
4. 夢中さ君に
  - 作詞／作曲：財津和夫　ボーカル：財津和夫
5. I Like Party
  - 作詞／作曲：財津和夫　ボーカル：財津和夫
  - SIDE 1の1曲目と同じ曲で、実際のライブでも最初と最後に同じ曲を演奏していた。ただし、SIDE 1の1曲目についてはベスト・アルバム等でCD化されているが、このSIDE 4の5曲目のバージョンについては未CD化のままになっている。

## クレジット
TULIP:
KAZUO ZAITSU: vocal, keyboards
SHINICHIRO MIYAGI: bass, vocal
JUN MATSUMOTO: drums
YOSHIAKI TANNO: keyboards
with supporting musicians:
MASAKI SUZUKAWA: guitar
MITSUO MATSUMOTO: guitar
KEISUKE KIKUCHI: keyboards
Recording STAFF:
PRODUCED BY: Fumie Kaneko （Fun House）
ENGINEERED BY: Toshiyuki “TOPPY” Iiizumi
ASSISTANT ENGINEERS: Katsushi Hatakeyama,
Shuichi Yokoi and Kuniaki Tanaka （SCI）
CHIEF MANAGER: Hiroshi Ichii
EQUIPMENT STAFF: Wataru Shimamura
And Minoru Fujisako
LIVE RECORDED AT: Shibuya Kokaido, October 29, 30, 1985
REMIXED AT: Studio Take One “R” Studio
PROMOTION: Toshifumi Mutoh & His Super Staff （Fun House） and Shinko Music
DESIGN AND PHOTOGRAPHS: Teruhisa Tajima
EXECUTIVE PRODUCER: Masatoshi Hirose
CONCERT STAFF:
STAGE PRODUCER: Eiji Okada （OPRY LAND）
STAGE DIRECTOR: Tetsuro Mishima
LIGHTNING DESIGNER: Mitsumasa Hayashi
LIGHTNING ASSISTANT: Satoshi Itoh （CAT）,
　Masashi Miyazawa and Kazuyoshi Takami
SOUND MIXER: Shuzo Fujii
MONITOR OPERATOR: Toshikazu Kohno
P. A. ASSISTANT: Kazuhiro Tsuboi
SCENERY: Yasue Itoh （TAKE OFF）
STAGE CAPRENETER: Toshinobu Fukuda,
Akira Kaneko, Akira Miyagawa
Yoshinori Tamura, （CREATION）, （HAIYUZA）
TULIP EQUIPMENT CREW: Wataru Shimamura （CRICKET）,Minoru Fujisako and Kyozo Inomata
TRANSPORTATION: （NITTO EXPRESS SERVICE）
Kenichi Hasegawa, Shinichi Morimoto and Koji Abe
TULIP MANAGER: Hiroshi Ichii （CRICKET）
TOUR COORDINATOR: Yoshiko Miyazaki
CRICKET MERCHANDISING: Noriyuki Waga
PRODUCED BY Cricket
I dedicate these records to MOZUKUSU